# デヴィッド・S・ゴイヤー
デヴィッド・S・ゴイヤー（David S. Goyer, 本名: David Samuel Goyer, 1965年12月22日 - ）は、アメリカ合衆国の映画脚本家、映画監督、テレビ監督、漫画家。ユダヤ系アメリカ人である。

## 略歴
ゴイヤーはミシガン州アナーバーに生まれ、ヒューロン高校で学んだ後、1988年に南カリフォルニア大学（USC）の映画芸術学部を卒業した・
ゴイヤーは、USCの映画脚本家のネルソン・ギディングの生徒であり、ゲストスピーカーとして頻繁にギディングのクラスに戻っていた。 1989年の彼の最初の映画脚本である『ブルージーン・コップ』を売り込むために1988年に卒業した。最初の給料では新車のいすゞ・ビッグホーンを購入するも、買った当日の夜に盗まれた。

## 活動
ゴイヤーは、『ドクター・ストレンジ』『ゴーストライダー』『バットマン ビギンズ』『ダークナイト』『ザ・フラッシュ』など多数の漫画原作の映画の脚本を書いた。
また、1999年8月にデビューしたDCコミックスのJSAの原作も執筆した。最初の5冊のためには、ジェームズ・ロビンソンと、彼が出す予定の次の号である51までは、その後引き継ぐ予定であるジェフ・ジョーンズと共同で作業をした。

## 作品

### 脚本

#### 映画
- ブルージーン・コップ Death Warrant (1990)
- キックボクサー2 Kickboxer 2 (1991年) - 脚本・製作補
- デモーニック・トイズ ドールズ2 Demonic Toys (1992)
- バーチャゾーン Arcade (1993)
- Dollman vs. Demonic Toys (1993)
- ブレイン・スナッチャー/恐怖の洗脳生物 The Puppet Masters (1994)
- THE CROW/ザ・クロウThe Crow: City of Angels (1996)
- ダークシティ Dark City (1998年) - 脚本
- Nick Fury: Agent of S.H.I.E.L.D. (1998年)
- ブレイド Blade (1998年) - 脚本
- ブレイド2 Blade II (2002年) - 脚本・製作総指揮
- パペットマスターと悪魔のオモチャ工場 Puppet Master vs Demonic Toys (2004)
- バットマン ビギンズ Batman Begins (2005年) - 原案・脚本
- ジャンパー Jumper (2008年) - 脚本
- ダークナイト The Dark Knight (2008年) - 原案
- ゴーストライダー2 Ghost Rider: Spirit of Vengeance (2012年) - 原案・製作総指揮
- ダークナイト ライジング The Dark Knight Rises (2012年) - 原案
- マン・オブ・スティール Man of Steel (2013年) - 原案・脚本
- GODZILLA ゴジラ Godzilla（2014年）- 脚本リライト[1]
- バットマン vs スーパーマン ジャスティスの誕生 Batman v Superman: Dawn of Justice (2016年) - 原案・脚本・製作総指揮
- ターミネーター:ニュー・フェイト Terminator: Dark Fate (2019年) - 原案・脚本・製作総指揮

#### テレビ
- スリープウォーカー Sleepwalkers 「Pilot」
- FreakyLinks 「Subject: Fearsum」 (2000)
- スレッシュホールド 〜The Last Plan〜 Threshold 「Trees Made of Glass: Part 2」 (2005)
- ブレイド ブラッド・オブ・カソン Blade: The Series 「Pilot」「Death Goes On」「Descent」「Bloodlines」「The Evil Within」「Delivery」「Sacrifice」「Turn of the Screw」「Angels & Demons」「Hunters」「Monsters」「Conclave」 (2006)
- KRYPTON/クリプトン Krypton（2018-2019年）- 原案・脚本・製作総指揮
- ファウンデーション Foundation (2021年-) - 原案・脚本・製作総指揮

#### テレビゲーム
- コール オブ デューティ ブラックオプス（2010年）
- コール オブ デューティ ブラックオプス2（2012年）

### 監督
- ZigZag (2002年) - 監督・脚本
- ブレイド3 Blade Trinity (2004年) - 監督・脚本・製作
- スレッシュホールド 〜The Last Plan〜 Threshold 「Trees Made of Glass: Part 1」 (2005年)
- 臨死 The Invisible (2007年) - 監督
- アンボーン The Unborn (2009年) - 監督・脚本
- フラッシュフォワード FlashForward (2009年) - 監督・原案・脚本・製作総指揮
- ダ・ヴィンチと禁断の謎　Da Vinci's Demons (2013年) - 監督・原案・脚本・製作総指揮

### 製作
- Sleepwalkers (1997-1998年)
- ミッション・トゥ・マーズ Mission to Mars (2000年) - Co-プロデューサー
- スレッシュホールド 〜The Last Plan〜 Threshold (2005年)
- ブレイド ブラッド・オブ・カソン Blade: The Series(2006年)
- ゴーストライダー Ghost Rider (2007年) - 製作総指揮
- バース・オブ・ネイション The Birth of a Nation (2016) - 製作総指揮
- JUKAI -樹海- Jukai（2016年）- 製作
- TAU/タウ Tau (2018年）- 製作
- A-X-L/アクセル A.X.L. (2018年）- 製作
- ナイト・ハウス The Night House（2020年）- 製作
- トゥモロー・ウォー The Tomorrow War（2021年）- 製作
- アントラーズ Antlers (2021年) - 製作

## リンク
- デヴィッド・S・ゴイヤー - allcinema
- David S. Goyer - IMDb（英語）